# Cầu lông tại Đại hội Thể thao Đông Nam Á 2007

Cầu lông tại Đại hội Thể thao Đông Nam Á năm 2007 được tổ chức tại Đại học Wongchawalitkul, tỉnh Nakhon Ratchasima, Thái Lan từ ngày 8 đến ngày 14 tháng 12 năm 2007. Tổng cộng có bảy nội dung thi đấu: đơn nam, đơn nữ, đôi nam, đôi nữ, đôi nam–nữ, đồng đội nam và đồng đội nữ.
Đoàn thể thao Indonesia chiếm vị trí thứ nhất trên bảng tổng sắp huy chương khi giành trọn 7 tấm huy chương vàng.

## Quốc gia tham dự
- Campuchia (4)
- Indonesia (22)
- Lào (12)
- Malaysia (18)
- Philippines (4)
- Singapore (21)
- Thái Lan (18)
- Việt Nam (9)

Brunei, Myanmar và Đông Timor không cử vận động viên tham dự nội dung cầu lông tại kỳ đại hội này.

## Xếp hạng theo quốc gia
| Hạng | Đoàn      | Vàng | Bạc | Đồng | Tổng |
| ---- | --------- | ---- | --- | ---- | ---- |
| 1    | Indonesia | 7    | 2   | 2    | 11   |
| 2    | Singapore | 0    | 4   | 2    | 6    |
| 3    | Thái Lan  | 0    | 1   | 5    | 6    |
| 4    | Malaysia  | 0    | 0   | 4    | 4    |
| 5    | Việt Nam  | 0    | 0   | 1    | 1    |
| Tổng | Tổng      | 7    | 7   | 14   | 28   |

## Bảng huy chương
| Nội dung     | Vàng | Bạc | Đồng | Đồng |          |
| ------------ | --- | --- | --- | --- | -------- |
| Đơn nam      | Hidayat Taufik | Lee Yen Hui Kendrick | Nguyễn Tiến Minh | Ponsana Boonsak | chi tiết |
| Đơn nữ       | Yulianti Maria Kristin | Firdasari Adriyanti | Wong Pei Xian Julia | Chansrisukot Soratja | chi tiết |
| Đồng đội nam | Indonesia Gunawan Hendra Aprida Hidayat Taufik Kido Markis Kuncoro Sonny Dwi Limpele Flandy Riyadi Joko Santoso Simon Setiawan Hendra Widianto Nova | Singapore Chen Yong Zhao Ashton Chew Swee Hau Khoo Kian Teck Lee Yen Hui Kendrick Muhammad Azlin Bin Latib Saputra Hendri Kurniawan Susilo Ronald Wijaya Hendra Wong Zi Liang Derek | Malaysia Abdul Latif Mohd Rasif Chan Kwong Beng Gan Teik Chai James Khoo Chung Chiat Kuan Beng Hong Lin Woon Fui Tan Chun Seang Tan Wee Kiong Yeoh Kay Bin | Thái Lan Anugritayawon Songphon Narkthong Nuttaphon Ngensrisuk Phattapol Panvisavas Tesana Ponsana Boonsak Prapakamol Sudket Saengsila Nitipong Saensomboonsuk Tanongsak Sapkulchananart Poompat Vilailak Pakkawat | chi tiết |
| Đồng đội nữ  | Indonesia Bernadet Pia Zebaidah Firdasari Adriyanti Liliyana Natsir Marissa Vita Novita Jo Polii Greysia Yulianti Maria Kristin                     | Singapore Fu Mingtian Ge Juan Jiang Yanmei Li Li Li Yujia Liu Fan Frances Neo Yu Yan Vanessa Sari Shinta Mulia Xing Aiying Yao Lei                                                  | Malaysia Cheah Li Ya Lydia Goh Liu Ying Ng Hui Lin Singh Anita Raj Kaur Wong Pei Tty Wong Pei Xian Julia Woon Khe Wei                                      | Thái Lan Aroonkesorn Duanganong Buranaprasertsuk Porntip Chansrisukot Soratja Công chúa Sirivannavari Meemeak Molthila Ponsana Salakjit Thoungthongkam Saralee Voravichitchaikul Kunchala                          | chi tiết |
| Đôi nam      | Indonesia Setiawan Hendra Kido Markis | Singapore Saputra Hendri Kurniawan Wijaya Hendra | Indonesia Gunawan Hendra Aprida Riyadi Joko | Malaysia Gan Teik Chai James Lin Woon Fui | chi tiết |
| Đôi nữ       | Indonesia Liliyana Natsir Marissa Vita | Indonesia Novita Jo Polii Greysia | Singapore Li Yujia Jiang Yanmei | Thái Lan Voravichitchaikul Kunchala Aroonkesorn Duanganong | chi tiết |
| Đôi nam nữ   | Indonesia Marissa Vita Limpele Flandy | Thái Lan Thoungthongkam Saralee Prapakamol Sudket | Indonesia Liliyana Natsir Widianto Nova | Singapore Saputra Hendri Kurniawan Li Yujia | chi tiết |